# Паукаа
Паукаа (англ. Paukaa) — статистически обособленная местность, расположенная в округе Гавайи (штат Гавайи, США) с населением в 495 человек по статистическим данным переписи 2000 года.

## География
По данным Бюро переписи населения США статистически обособленная местность Паукаа имеет общую площадь в 1,29 квадратных километров, из которых 1,04 кв. километров занимает земля и 0,26 кв. километров — вода. Площадь водных ресурсов округа составляет 20,16 % от всей его площади.
Статистически обособленная местность Паукаа расположена на высоте 74 метра над уровнем моря.

## Демография
По данным переписи населения 2000 года в Паукаа проживало 495 человек, 137 семей, насчитывалось 196 домашних хозяйств и 215 жилых домов. Средняя плотность населения составляла около 453,5 человек на один квадратный километр. Расовый состав Паукаа по данным переписи распределился следующим образом: 33,74 % белых, 0,4 % — чёрных или афроамериканцев, 41,41 % — азиатов, 5,25 % — выходцев с тихоокеанских островов, 18,79 % — представителей смешанных рас, 0,40 % — других народностей. Испаноговорящие составили 4,44 % от всех жителей статистически обособленной местности.
Из 196 домашних хозяйств в 23 % — воспитывали детей в возрасте до 18 лет, 55,6 % представляли собой совместно проживающие супружеские пары, в 11,7 % семей женщины проживали без мужей, 30,1 % не имели семей. 26,5 % от общего числа семей на момент переписи жили самостоятельно, при этом 20,9 % составили одинокие пожилые люди в возрасте 65 лет и старше. Средний размер домашнего хозяйства составил 2,53 человек, а средний размер семьи — 2,94 человек.
Население статистически обособленной местности по возрастному диапазону по данным переписи 2000 года распределилось следующим образом: 17,6 % — жители младше 18 лет, 5,7 % — между 18 и 24 годами, 19,6 % — от 25 до 44 лет, 30,1 % — от 45 до 64 лет и 27,1 % — в возрасте 65 лет и старше. Средний возраст жителей составил 50 лет. На каждые 100 женщин в Паукаа приходилось 88,9 мужчин, при этом на каждые сто женщин 18 лет и старше приходилось 86,3 мужчин также старше 18 лет.
Средний доход на одно домашнее хозяйство в статистически обособленной местности составил 40 804 доллара США, а средний доход на одну семью — 45 833 доллара. При этом мужчины имели средний доход в 35 938 долларов США в год против 20 500 долларов среднегодового дохода у женщин. Доход на душу населения в статистически обособленной местности составил 22 246 долларов в год. 5,2 % от всего числа семей в округе и 8,9 % от всей численности населения находилось на момент переписи населения за чертой бедности, при этом 24,1 % из них были моложе 18 лет и 3,1 % — в возрасте 65 лет и старше.